# Buenavista 1.ª Sección
Buenavista 1.ª Sección es un ejido del municipio de Cárdenas ubicado en la subregión de la Chontalpa del estado mexicano de Tabasco.

## Geografía
La localidad se ubica a 51.5 kilómetros (en dirección oeste) de la localidad de Cárdenas, la cabecera y lugar más poblado del municipio. Se sitúa en las coordenadas geográficas 18°06′03″N 93°51′06″O / 18.100833, -93.851667, a una elevación de 22 metros sobre el nivel del mar.

## Demografía
Según el Conteo de Población y Vivienda 2020, efectuado por el Instituto Nacional de Estadística y Geografía, la localidad de Buenavista 1.ª Sección tiene 499 habitantes, de los cuales 234 son del sexo masculino y 265 del sexo femenino. Su tasa de fecundidad es de 2.83 hijos por mujer y tiene 144 viviendas particulares habitadas.
| Gráfica de evolución demográfica de Buenavista 1.ª Sección entre 1940 y 2020 |
|                                                                              |
| INEGI.                                                                       |